# کارتر جی وودسون
کارتر گودوین وودسون (انگلیسی:Carter Godwin Woodson؛ ۱۹ دسامبر ۱۸۷۵  –  ۳ آوریل ۱۹۵۰) مورخ، نویسنده، روزنامه‌نگار اهل ایالات متحده آمریکا و بنیانگذار انجمن مطالعات زندگی و تاریخ آفریقایی آمریکایی بود. وی از نخستین محققانی بود که به بررسی تاریخ پراکندگی آفریقایی‌ها از جمله تاریخ آفریقایی-آمریکایی‌ها پرداخت. وودسون «ژورنال تاریخ نگرو» را در سال ۱۹۱۶ بنیانگذاری کرد و «پدر تاریخ سیاه» خوانده شده‌است. در فوریه سال ۱۹۲۶ او جشن «هفته تاریخ سیاه پوستان» را آغاز کرد که پیش‌زمینه ماه تاریخ سیاهان شد.

## زندگی و تحصیلات
وودسون متولد ویرجینیا و فرزند برده‌های سابق بود. او مجبور شد مدرسه را برای کار در معادن زغال‌سنگ ویرجینیا غربی ترک کند. والدین او هرگز فرصتی برای یادگیری خواندن و نوشتن نداشتند، اما او از همان ابتدا اشتیاق زیادی برای آموختن داشت. او به عنوان یک جوان، از طریق کشاورزی و کار در معدن، به خانواده خود کمک می‌کرد، این بدان معناست که بیشتر تحصیلات وی از طریق خودآموزی انجام‌می‌شد. او سرانجام در سن ۲۰ سالگی وارد دبیرستان شد و در کمتر از دو سال مدرک دیپلم خود را به دست آورد. بعدها به کالج بریا رفت و معلم و مدیر مدرسه شد. وی مدرک کارشناسی ارشد را در دانشگاه شیکاگو کسب کرد و در سال ۱۹۱۲ پس از ویلیام دوبوآ، دومین آمریکایی آفریقایی‌تبار بود که موفق به اخذ مدرک دکترا از دانشگاه هاروارد شد. بیشتر دوران تحصیلی وودسون در دانشگاه هاروارد، در یک دانشگاه تاریخ سیاهپوستان در واشینگتن، دی.سی. سپری شد، و سرانجام به عنوان رئیس دانشکده هنر و علوم در همان‌جا خدمت کرد.